# Prix Suzanne Bianchetti
Il Prix Suzanne Bianchetti è un premio consegnato annualmente dal 1937 alla miglior attrice promettente francese.
Sin dalla sua creazione, ha premiato un gran numero di attrici che avrebbero fatto in seguito parte della scena cinematografica internazionale.

## Storia
Il premio fu creato dallo scrittore e attore René Jeanne (1887-1969), che lavorò come direttore de L'Etablissement Cinématographique des Armées. Quando sua moglie, l'attrice Suzanne Bianchetti, morì nel 1936 all'età di 47 anni, egli istituì un premio dedicato a lei. 
Fu assegnato per la prima volta, nel 1937, all'attrice Junie Astor (1912-1967), per la sua interpretazione nel film Ragazze sole (Club de femmes). 
Il premio è un medaglione su cui è inciso il volto di Suzanne Bianchetti.

## Albo d'oro
- 1937 - Junie Astor
- 1938 - Micheline Presle
- 1939 - Sylvia Bataille
- 1940 - Micheline Presle
- 1947 - Simone Signoret
- 1948 - Odile Versois
- 1949 - Arlette Thomas
- 1950 - Christiane Lenier
- 1951 - Nadine Alari
- 1952 - Nadine Basile
- 1953 - Etchika Choureau
- 1954 - Marina Vlady
- 1955 - Geneviève Kervine
- 1956 - Annie Girardot
- 1957 - Anne Doat
- 1958 - Pascale Petit
- 1959 - Roger Dumas
- 1960 - Perrette Pradier
- 1961 - Renée Marie Potet
- 1962 - Corinne Marchand
- 1963 - Marie Dubois
- 1964 - Colette Castel
- 1965 - Macha Méril
- 1966 - Geneviève Bujold
- 1967 - Caroline Cellier
- 1968 - Danièle Evenou
- 1970 - Ludmila Mikaël
- 1972 - Bulle Ogier
- 1974 - Isabelle Adjani
- 1976 - Isabelle Huppert
- 1980 - Dominique Laffin
- 1988 - Marianne Basler
- 1990 - Dominique Blanc
- 1991 - Anouk Grinberg
- 1993 - Charlotte Kady
- 1995 - Clotilde Courau
- 1996 - Sandrine Kiberlain
- 1998 - Virginie Ledoyen
- 2000 - Audrey Tautou
- 2001 - Barbara Schulz
- 2002 - Françoise Gillard
- 2003 - Mélanie Doutey
- 2004 - Sara Forestier e Sophie Quinton
- 2005 - Chloé Lambert
- 2006 - Nathalie Boutefeu
- 2007 - Déborah François
- 2008 - Clotilde Hesme
- 2009 - Àstrid Bergès-Frisbey
- 2010 - Élodie Navarre
- 2011 - Anaïs Demoustier
- 2012 - Marie Kremer
- 2013 - Pauline Étienne
- 2014 - Adèle Haenel
- 2015 - Marine Vacth
- 2016 - Camille Cottin
- 2017 - Suliane Brahim
- 2018 - Camélia Jordana
- 2019 - Rebecca Marder
- 2020 - Mame Bineta Sane
- 2021 - Céleste Brunnquell
- 2022 - Luàna Bajrami
- 2023 - Mallory Wanecque
- 2024 - Souheila Yacoub